# 富山地方鉄道8000形電車
富山地方鉄道8000形電車（とやまちほうてつどう8000がたでんしゃ）は、富山地方鉄道の富山軌道線(富山都心線を除く)にて運行されている路面電車車両。正式な形式名はデ8000形。2020年現在5両が運用中である。

## 概要
富山軌道線80周年と、台車強度の関係上、冷房装置の設置が困難なことから非冷房で残存していたデ7000初期車（7007 - 7011）の置き換えを目的に、1993年（平成5年）に日本車輌製造で5両（8001 - 8005）が製造された、同年7月27日に竣工した。
富山市内線の新造車は、1965年（昭和40年）登場のデ7000形最終増備車（7018 - 7023）以来28年ぶりで、従来車から性能・客室設備共に大きく進化した本形式は乗務員や乗客に好評をもって迎えられた。本形式の投入により、富山市内線車両の冷房化率は100パーセントとなった。

## 車体
車体デザインはデ7000形から刷新され、開放的で軽快なスタイルとなった。前面窓は大型の一枚窓で、行先表示器は窓の内側に設置されている。側面窓は固定式と開閉式（上部内倒れ式）のものが混在しており、デ7000形と比較して寸法は拡大されている。
乗降扉は前中2扉でいずれも大型の窓を持った折り戸が採用された。乗車口である中扉は車椅子利用も考慮した、2名の並列乗車も可能な両開き式4枚折り戸を採用し、乗降口は共に広幅の2段ステップとなった。客室内はグレー基調で、大きな窓と相まって明るい印象である。車椅子スペースが設けられたこともあり、乗車定員はデ7000形の90人に対し66人と減少した。

## 主要機器
運転台の主幹制御器はデッドマン装置装備の1軸ツーハンドル式で、右手・左手のいずれでも操作可能である。
制御方式はVVVFインバータ制御（ATR-M260-RG629D）で、駆動方式は平行カルダン駆動、集電装置はシングルアーム式パンタグラフを搭載し、いずれも富山地方鉄道では初採用となる。

## 運用
1993年（平成5年）7月30日より一般の営業運転に投入された。基本的に富山港線および富山都心線には乗り入れないため（2024年7月中旬、営業列車として富山都心線運用に入る）、デ7000形との共通運用になっている。